# フィッシャー男爵
フィッシャー男爵（英: Baron Fisher）は、連合王国貴族の男爵位。
王立海軍軍人ジョン・フィッシャー海軍元帥が1909年に叙されたのに始まる。

## 歴史
王立海軍軍人ジョン・アーバスノット・フィッシャー海軍元帥(1841–1920)は、1904年から1910年にかけて第一海軍卿を務め、弩級戦艦や巡洋戦艦、駆逐艦の建造、石炭から重油への艦船燃料の転換を図るといった海軍近代化を推進した。第一次世界大戦が勃発すると、1914年から1915年にかけて再び第一海軍卿となり、フォークランド沖海戦の勝利に貢献した。
最初の第一海軍卿在任時の1909年12月7日に連合王国貴族ノーフォーク州キルヴァーストン、セットフォードのフィッシャー男爵（Baron Fisher, of Kilverstone, Thetford in the County of Norfolk）に叙された。
初代男爵の死後、その唯一の男子であるセシル・ヴァヴァサー・フィッシャー(1868–1955)が2代男爵位を継承した。セシルは、父の友人の実業家ジョシア・ヴァヴァサーから『ヴァヴァサー』の姓を名乗ることを条件に、邸宅キルヴァーストン・ホールを遺贈された。そのため1909年に勅許を得て、家名に『ヴァヴァサー（Vavaseur）』を加えている。
2018年現在、2代男爵の孫にあたる4代男爵パトリックが男爵家現当主を務める。

男爵家の邸宅は、ノーフォーク州キルヴァーストンに位置するキルヴァーストン・ホール。
家訓は『神を畏れ、勇敢なれ（Fear God and Dread Nought）』。フィッシャー提督に縁の深い戦艦ドレッドノート（HMS Dreadnought）を含むカンティング・モットーである。

## フィッシャー男爵 (1909年)

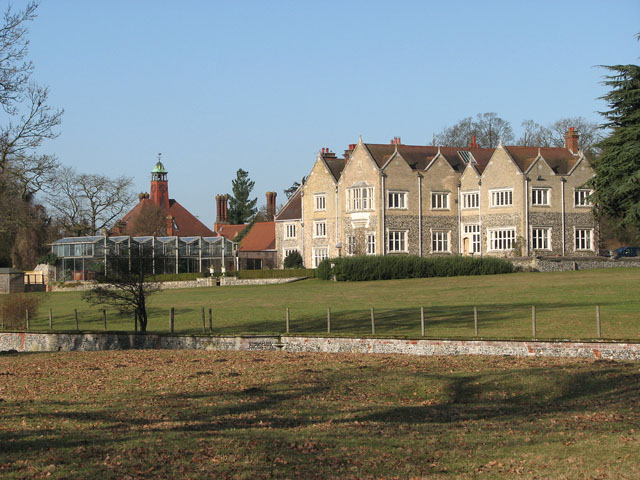
男爵家の邸宅キルヴァーストン・ホール。アームストロング社取締役ジョシア・ヴァヴァサーの所有だったが、2代男爵に遺贈されて、その後は男爵家のものとなる。

- 初代フィッシャー男爵ジョン・アーバスノット・フィッシャー (1841–1920)
- 第2代フィッシャー男爵セシル・ヴァヴァサー・フィッシャー (1868–1955)
- 第3代フィッシャー男爵ジョン・ヴァヴァサー・フィッシャー (1921–2012)
- 第4代フィッシャー男爵パトリック・ヴァヴァサー・フィッシャー (1953-)
  - 法定推定相続人は現当主の次男ベンジャミン・カーネギー・ヴァヴァサー・フィッシャー (1986-)